# 服部盛隆
服部 盛隆（はっとり もりたか、1943年5月5日 - ）は、日本の経営者。池田泉州銀行頭取を務めた。大阪府出身。

## 経歴・人物
1966年に同志社大学法学部を卒業し、同年に池田銀行に入行した。1991年6月に取締役に就任し、1996年11月に常務、1998年1月に専務を経て、2001年1月に頭取に就任。2010年6月に池田泉州銀行頭取に就任し、2012年6月には相談役に就任。
2020年11月に旭日小綬章を受章。